# Комплекс виробництва пропілену в Дуолун
Комплекс виробництва пропілену в Дуолун – китайське виробництво вуглехімічної промисловості в автономному регіоні Внутрішня Монголія. 
Світове виробництво другого за масовістю продукту органічної хімії пропілену традиційно здійснюється майже виключно в межах нафтохімічної та нафтопереробної промисловості з нафти або зріджених вуглеводневих газів. Проте, враховуючи зростаючий попит на олефіни в країні та наявність власних гігантських ресурсів вугілля, в Китаї з 2010 року почалось введення відповідних виробництв вуглехімічної галузі. Одним з них став запущений в 2011-му комплекс компанії Datang в районі міста Дуолун (Внутрішня Монголія).
На заводі спочатку відбувається газифікація лігніту у синтез-газ (моноксид вуглецю + водень), для чого використовують три газифікатори компанії Shell, здатні переробляти по 4000 тонн вугілля на добу кожен. В подальшому з синтез-газу отримують метанол в обсягах 1,68 млн тонн на рік, який є сировиною для синтезу 460 тисяч тонн пропілену. Пропілен в свою чергу спрямовується на лінію полімеризації, розраховану на річне виробництво 454 тисяч тонн поліпропілену.
Використання всіх отриманих під час проміжних стадій процесу продуктів дозволяє також виробляти 120 тисяч тонн автомобільного палива та 45 тисяч тонн зрідженого нафтового газу на рік.